# Posht Darb-e Vostá
Posht Darb-e Vostá (persiska: پشت درب وسطی) är en ort i Iran.   Den ligger i provinsen Khuzestan, i den centrala delen av landet, 500 km sydväst om huvudstaden Teheran. Posht Darb-e Vostá ligger 81 meter över havet och antalet invånare är 196.
Terrängen runt Posht Darb-e Vostá är kuperad åt nordost, men åt sydväst är den platt.Runt Posht Darb-e Vostá är det ganska tätbefolkat, med 80 invånare per kvadratkilometer. Närmaste större samhälle är Shūshtar, 19,3 km söder om Posht Darb-e Vostá. Omgivningarna runt Posht Darb-e Vostá är i huvudsak ett öppet busklandskap.